# Platycercus venustus
La rosella settentrionale (Platycercus venustus (Kuhl, 1820)) è un uccello della famiglia degli Psittaculidi.